# Cyrtomaia echinata
Cyrtomaia echinata is een krabbensoort uit de familie van de Inachidae. De wetenschappelijke naam van de soort is voor het eerst geldig gepubliceerd in 1916 door Rathbun.